# Ranunculus kopetdaghensis
Ranunculus kopetdaghensis är en ranunkelväxtart som beskrevs av Litw.. Ranunculus kopetdaghensis ingår i släktet ranunkler, och familjen ranunkelväxter. Inga underarter finns listade i Catalogue of Life.